# Рябинка (Марий Эл)
 Рябинка  — деревня в Медведевском районе Республики Марий Эл. Входит в состав Руэмского сельского поселения.

## География
Находится на расстоянии приблизительно 4 км на запад от районного центра посёлка Медведево.

## История
Основана с 1919 году переселенцами из деревни Мышино. В 1924 году в 10 дворах проживали 49 человек, все русские. В советское время работали колхоз «Рябинка», артель «Красный химик» и сельхозопытная станция. В 2002 году в деревне в 8 домах жили постоянные жители, а в 78 — дачники.

## Население
Население составляло 36 человек (русские 61 %) в 2002 году, 97 в 2010.